# Doctor Strange
Doctor Stephen Strange és un personatge fictici que apareix en el còmics nord-americans de Marvel Comics. Creat per Steve Ditko, la seva primera aparició va ser a Strange Tales núm. 110 (publicat el 9 d'abril de 1963 amb data de portada juliol de 1963). El Doctor Strange és el Bruixot Suprem, el principal protector de la Terra contra amenaces màgiques i místiques. Inspirat en històries de màgia negra i Chandu the Magician, Strange va ser creat durant l'edat de plata dels còmics per aportar un tipus diferent de personatge i temes del misticisme a Marvel Comics.
La història del personatge comença com un cirurgià extremadament talentós però egoista que perd la capacitat d'operar després que un accident de cotxe que deixa les seves mans greument malmeses. Buscant una cura per tot el món, es troba amb l'Antic, el Bruixot Suprem. Strange es converteix en el seu alumne i aprèn a ser un mestre tant de les arts místiques com de les arts marcials. Adquireix un assortiment d'objectes místics, incloent-hi el poderós Ull d'Agamotto i la Capa de Levitació, i s'estableix en una mansió anomenada Sanctum Sanctorum, situada al carrer Bleecker 177A, Greenwich Village, Nova York. Strange assumeix el títol de Bruixot Suprem i, amb el seu amic i valet Wong, defensa el món de les amenaces místiques.
El personatge va ser interpretat per primera vegada en l'acció en directe per Peter Hooten a la pel·lícula de televisió de 1978, Dr. Strange. Benedict Cumberbatch ha interpretat el personatge de les pel·lícules de Marvel Cinematic Universe: Doctor Strange (2016), Thor: Ragnarok (2017), Avengers: Infinity War (2018) i Avengers: Endgame (2019). Cumberbatch repetirà el seu paper a Spider-Man: No Way Home (2021) i Doctor Strange al Multiverse of Madness (2022).

## Poders i habilitats
Doctor Strange és un mag practicant que extreu els seus poders d'entitats místiques com: Agamotto, Cyttorak, Ikonn, Oshtur, Raggadorr i Watoomb, que presten les seves energies per fer encanteris. Strange també maneja artefactes místics, incloent el mantell de la levitació que li permet volar; l'ull d'Agamotto, un amulet la llum del qual s'utilitza per negar la màgia del mal; el llibre de Vishanti, un grimori de la màgia blanca; i l'Orbe d'Agamotto, una bola de cristall que s'utilitza per a la clarividència.
A més de les seves habilitats màgiques, Strange està entrenat en diverses disciplines d'arts marcials, inclòs el judo, i ha demostrat competència amb nombroses armes conjurades màgicament, incloent espases i destrals.
El doctor Strange és descrit com "el mag més poderós del cosmos" i "més poderós amb diferència que qualsevol dels teus companys humanoides" per Eternity, la sensibilitat de l'Univers Marvel. Té el títol de Bruixot Suprem a partir de la història de 1973, quan l'Antic mor, excepte durant una interrupció del 1992 al 1995. Renuncia al títol una vegada més en una història del 2009, però el recupera en una història del 2012 quan es demostra estar disposat a protegir el món fins i tot sense el títol.

## Enemics
- Baró Mordo: un malvat bruixot i antic alumne de l'Antic.[18]
- D'Spayre: un dimoni que menja por i que és membre dels Fear Lords.[19]
- Dormammu: un dimoni que és el governant de la Dimensió Fosca.[20]
- Dweller-in-Darkness: un dimoni generador de por que és membre dels Fear Lords.[21]
- Enchantress: una bruixa asgardiana. El Doctor Strange va xocar amb ella per primera vegada durant la història d'"Actes de Venjança".[22]
- Kaecilius: un mag malvat que treballa per al baró Mordo.[23]
- Kaluu: un bruixot de 500 anys i antic company de classe de l'Antic.[24]
- Mindless Ones: els habitants de la Dimensió Fosca que serveixen com a soldats de peu de Dormammu.[25]
- Mister Rasputin: un bruixot que és el presumpte descendent de Grigori Rasputin.[26]
- Necromancer: la versió de Doctor Strange de Counter-Earth.[27]
- Malson: el governant de la dimensió dels somnis.[28]
- Paradoxa: una creació de Doctor Strange que originalment es feia servir per suplir-lo.[29]
- Satannish: un dimoni extra-dimensional molt poderós.[30]
- Shanzar: el bruixot suprem de la dimensió estranya. Una vegada va posseir a Hulk convertint-lo en Dark Hulk.[31]
- Shuma-Gorath - un gran angular que va existir durant la prehistòria de la Terra.[32]
- Silver Dagger: un bruixot religiós.[33]
- Fills de Satannish: un culte que adora el satànic.[34]
- Tiboro: un humanoide que diu ser de la Sisena Dimensió.[35]
- Umar: resident de la Dimensió Fosca i germana de Dormammu.[36]
- Undying Ones: una raça de dimonis d'una altra dimensió amb una gran varietat de màgia i diverses formes.[37]
- Yandroth: científic suprem de l'altre planeta Yann.[38]